# Anton Günther von Anhalt-Zerbst

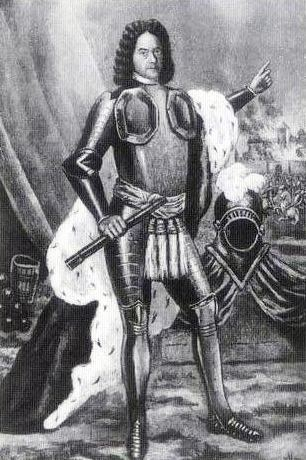
Anton Günther von Anhalt-Zerbst

Anton Günther von Anhalt-Zerbst (* 11. November 1653 in Zerbst; † 10. Dezember 1714 in Zerbst) aus dem Geschlecht der Askanier war ein Prinz von Anhalt-Zerbst und königlich preußischer Generalleutnant.

## Leben
Anton Günther war der vierte Sohn des Fürsten Johann von Anhalt-Zerbst (1621–1667) aus dessen Ehe mit Sophie Auguste (1630–1680), Tochter des Herzogs Friedrich III. von Holstein-Gottorp. In den Jahren 1669 bis 1672 unternahm Anton Günther seine Grand Tour, die ihn nach Holland, England, Frankreich und Italien führte.
Anton Günther kämpfte in holländischen und kursächsischen Diensten; in preußischen Diensten wurde er schließlich 1705 Generalleutnant der Infanterie. Im Feldzug gegen Frankreich nahm er an den Belagerungen von Oudenaarde, Grave und Philippsburg teil. Gemeinsam mit Kurfürst Johann Georg III. von Sachsen beteiligte er sich 1683 am Entsatz von Wien. Im Jahr 1690 wurde er brandenburgischer Kommandant im brabantischen Ath und Inhaber des vormaligen Regiments Zieten zu Fuß. In der Schlacht bei Steenkerke 1692 wurde er von fünf Kugeln verwundet; dabei wurde sein linker Arm zerschmettert. In der Schlacht bei Landau wurde er nochmals durch eine Kugel im Arm und bei der Belagerung von Bonn durch einen Schuss in die Brust verwundet. Die Verletzungen nötigten ihn schließlich, seinen Militärdienst zu beenden. Er zog sich in seinen letzten Jahren zurück, beschäftigte sich mit religiösen Themen und verfiel in Depressionen.
Unter dem Gesellschaftsnamen „Der Fürtreffliche“ wurde er als Mitglied in die literarische Fruchtbringende Gesellschaft aufgenommen.

## Ehe und Nachkommen
Anton Günther heiratete in morganatischer Ehe am 1. Januar 1705 in Zerbst Auguste Antonie Marschall von Bieberstein (1659–1736), eine Hofdame seiner Mutter, die anlässlich der Eheschließung zur „Frau von Günthersfeld“ erhoben wurde. Mit ihr hatte Anton Günther eine Tochter:
- Antoinette von Günthersfeld (1681–1754)

⚭ 1. Ernst Sigismund von Mergenthal († 1708)
⚭ 2. 1714 Burchard Vollrath von Erlach († 1716)
⚭ 3. 1720 Christian Albrecht von Platen († nach 1754)